# Josef Mayer (Jesuit)
Josef Mayer (* 4. Dezember 1741 in Bamberg; † 14. Oktober 1814 ebenda) war ein deutscher Jesuit und Gelehrter.

## Aktivitäten
- 1762: Eintritt bei den Jesuiten zu Mainz
- 1762: Lehrer am Gymnasium in Mainz
- 1770–1773: Professor der Theologie in Heidelberg
- 1771: Bibliothekar
- 1772: Dissertation de imperatore statutorum in ecclesiis germanicis protectore in Heidelberg
- 1787: Präbendat bei U. L. F. in Bielefeld